# Sladojevci
Sladojevci falu Horvátországban Verőce-Drávamente megyében. Közigazgatásilag Szalatnokhoz tartozik.

## Fekvése
Verőcétől légvonalban 24, közúton 25 km-re délkeletre, községközpontjától 4 km-re északnyugatra, Nyugat-Szlavóniában, a Drávamenti-síkságon, a Papuk-hegység északi lábánál, Szalatnok és Donji Meljani között fekszik. A Drávamenti (Varasd-Eszék) főút és a Zágráb-Eszék vasútvonal is áthalad rajta. A településnek vasútállomása van.

## Története
A területén található régészeti leletek alapján Sladojevci már a kőkorszak óta folyamatosan lakott. A legrégebbi leleteket a Csagyavica nyugati partjának közelében a Lipa nevű lelőhelyen találták, ahol az i. e. 3500 körül virágzott, újkőkori Retz-Gajary kultúrához tartozó település maradványai kerültek elő. A bronzkort a Brodište és Jumanuša lelőhely kerámiái és cölöphelyei képviselik, melyek az urnamezős kultúrához tartoznak. A vaskorból a Lug lelőhelynek a latén kultúrához tartozó leletei tartoznak. Római kori leletek a Lipik dűlőben feltárt gazdag mellékletű sírok és a Lug lelőhely településmaradványai. A lelőhelyek alapján Sladojevci területén több középkori település is állt. Középkori településre utaló maradványok kerültek elő a Hrušćik – Brodište, a Jumanuša és a Lipik lelőhelyekről. A jellegzetes sáncmaradványok arra utalnak, hogy a Lipik dűlőben a középkorban vár is állt, melyet a történeti források alapján még nem sikerült azonosítani. A várat és a településeket valószínűleg a 16. század közepén a török hódítás törölte el a föld színéről.
A mai falu feltehetően a török uralom idején keletkezett, amikor a környező földek megművelésére 17. században Boszniából pravoszláv vallású vlachokat telepítettek ide. A Pozsegai szandzsákhoz tartozott. Lakossága a térség 1684-ben történt a török uralom alóli felszabadítása idején is megmaradt. Szlavónia településeinek 1698-as összeírásában „Pagus Szladojevczy” néven szerepel, négy házának lakói Simon Obrenovich, Mitar Hatich, Vinko Nadanich és Radivoj Daich voltak. Neve a Sladoje személynévből származik. A 18. századtól verőcei uradalomhoz tartozott. Ekkor telepítettek ide Gorski kotarból 30 horvát családot. A sladojevci római katolikus plébániát 1762-ben alapították, amikor leválasztották a szópiai plébániáról. Szalatnok, Kozice, Donja és Gornja Bukovica települések tartoztak hozzá. A mai templomot 1806-ban építették.
Az első katonai felmérés térképén „Dorf Sladoevcze” néven találjuk. Lipszky János 1808-ban Budán kiadott repertóriumában „Szladoevcze” néven szerepel. Nagy Lajos 1829-ben kiadott művében „Szladoevcze” néven 104 házzal, 655 katolikus vallású lakossal szerepel.
Verőce vármegye Szalatnoki járásának része volt. 1894-ben építették a Lukavčić-patakon azt a hidat, mely ma is használatban van. Ebben az évben alakult meg a helyi önkéntes tűzoltó egylet. 1894 és 1908 között Sladojevci közigazgatási székhely volt. 1857-ben 630, 1910-ben 927 lakosa volt. 1910-ben a népszámlálás adatai szerint lakosságának 70%-a horvát, 27%-a magyar anyanyelvű volt. Az első világháború után 1918-ban az új szerb-horvát-szlovén állam, majd később (1929-ben) Jugoszlávia része lett. 1921-ben megalapították a helyi földműves szövetkezetet, a kulturális egyesületet és az olvasókört. 1991-ben lakosságának 95%-a horvát nemzetiségű volt. 2011-ben a településnek 730 lakosa volt.

## Lakossága
| Lakosság változása | Lakosság változása | Lakosság változása | Lakosság változása | Lakosság változása | Lakosság változása | Lakosság változása | Lakosság változása | Lakosság változása | Lakosság változása | Lakosság változása | Lakosság változása | Lakosság változása | Lakosság változása | Lakosság változása | Lakosság változása |
| ------------------ | ------------------ | ------------------ | ------------------ | ------------------ | ------------------ | ------------------ | ------------------ | ------------------ | ------------------ | ------------------ | ------------------ | ------------------ | ------------------ | ------------------ | ------------------ |
| 1857               | 1869               | 1880               | 1890               | 1900               | 1910               | 1921               | 1931               | 1948               | 1953               | 1961               | 1971               | 1981               | 1991               | 2001               | 2011               |
| 630                | 675                | 591                | 753                | 900                | 927                | 946                | 1.032              | 1.037              | 1.037              | 1.038              | 957                | 936                | 927                | 831                | 730                |

## Nevezetességei
- Szent Borbála tiszteletére szentelt római katolikus plébániatemplomát[10] 1806-ban építtette a falu akkori kegyura a német Schaumburg-Lippe herceg. Egyhajós épület, hosszúsága 30, szélessége 10 méter, a harangtorony 35 méter magas. A főoltár Szent Borbála, a mellékoltárok Páduai Szent Antal, Szűz Mária és a Fájdalmas Szűzanya tiszteletére vannak szentelve. A mennyezet Páduai Szent Antal életéből vett képekkel van kifestve. Bár a templom titulusa Szent Borbála, a környék legjelentősebb Szent Antal búcsúját itt tartják. A templom, a II. világháború idején kissé megrongálódott. 2016-ban a kulturális minisztérium anyagi támogatásával újították fel.
- A D2-es számú drávamenti főúttól északra a Csagyavica-patak két partján található a Hrušćik – Brodište középkori régészeti lelőhely. A régészeti feltárások 2009 szeptemberétől 2010 júniusáig tartottak ezen a területen. Ennek során a Csagyavica keleti partja fölé emelkedő kisebb magaslaton késő középkori település maradványait tárták fel. A leletek zöme cseréptöredék volt, de találtak kemencét és egyéb, használati tárgyakat is. Ezek alapján megállapítható volt, hogy az itteni népesség főként halászattal foglalkozott. A Brodište nevű területen a középkori leletek mellett az urnamezős kultúra leletei is előkerültek. A sátorfák nyomai alapján azonban ez nem állandó jellegű település volt.
- A D2-es főút építési munkáit megelőző régészeti feltárás során 2010 júliusában a településtől északra, a Csagyavica-patak jobb partján, a Jumanušának nevezett helyen ugyancsak a fentiekhez hasonló középkori és történelem előtti leletek, zömmel cseréptöredékek kerültek elő.
- 2010 júliusában szintén a főút munkáit megelőző régészeti feltárás során a Csagyavica nyugati partjának közelében a Lipa nevű lelőhelyen az i. e. 3500 körül virágzott, újkőkori Retz-Gajary kultúrához tartozó településmaradványokat találtak.
- A D2-es út építéséhez kapcsolódik a Lug nevű lelőhelyen 2010 augusztusában végzett régészeti feltárás is. Itt a Csagyavica-patak közelében egy kisebb latén és római kori település nyomaira bukkantak. A kerámia tárgyak töredékei mellett temető és út maradványait, valamint valószínűleg egy római hajó darabjait találták.
- Valószínűleg középkori vár maradványai találhatók a település északkeleti határában, a Lipik nevű dűlőben. A várhely egy sánccal és töltéssel övezett platón található, mely már teljesen benőtt az erdő növényzete. A sáncba a Csagyavica-patak vizét vezették. A platón nincsenek látható épületmaradványok, de a terepalakzatokból következtetni lehet az egykori vár helyére. A vár korára, sorsára csak egy régészeti feltárás adhat választ.
- A Lipik dűlőben horvát régészek hat csontvázas római kori sírt tártak fel. Ezek közül négyben kerámia, kettőben ékszer, ötben pedig pénz mellékleteket is találtak. A római pénzek közül 16 darab II. Constantinus, 4 darab Constans, 4 darab Constantius Gallus, 5 darab I. Constantinus 4 darab pedig Iulianus császár pénzei voltak. Ezek alapján a sírok a 4. századra keltezhetők.

## Gazdaság
A helyiek fő bevételi forrását a gyümölcstermesztés és az állattartás (sertés, szarvasmarha, juh) adja. Egyetlen ipari üzeme a Ciglana IGM d.d. téglagyár.

## Kultúra
A falu kulturális és művészeti egyesülete a KUD „Slavonac” Sladojevci.

## Oktatás
Az első iskola 1822-ben nyílt a településen a plébános indítványára és a kegyúr Pejácsevich gróf költségén. A faluban ma a szalatnoki Josip Kozarac elemi iskola alsó tagozatos területi iskolája működik.

## Sport
Az NK „Slavonija” Sladojevci labdarúgóklubot 1965-ben alapították.